# Bernardino Lagni
Bernardino Lagni (1968) es un deportista italiano que compitió en escalada. Ganó una medalla de oro en el Campeonato Mundial de Escalada de 1999, en la prueba de dificultad.

## Palmarés internacional
| Campeonato Mundial | Campeonato Mundial       | Campeonato Mundial | Campeonato Mundial |
| Año                | Lugar                    | Medalla            | Prueba             |
| ------------------ | ------------------------ | ------------------ | ------------------ |
| 1999               | Birmingham (Reino Unido) | Medalla de oro     | Dificultad         |